# Wallenia xylosteoides
Wallenia xylosteoides là một loài thực vật thuộc họ Myrsinaceae. Đây là loài đặc hữu của Jamaica. Chúng hiện đang bị đe dọa vì mất môi trường sống.